# Bernhard Zurmühlen
Bernhard Zurmühlen (23 février 1909 – 25 novembre 1943) est un commandant de U-Boot pendant la Seconde Guerre mondiale.

## Biographie
Il sert en Méditerranée à bord du U-331 sous le commandement de Hans-Diedrich von Tiesenhausen.
Le 11 décembre 1941, il prend le commandement du U-600 avec lequel il effectue six patrouilles, coulant cinq navires et en endommageant trois.
Il disparaît le 25 novembre 1943 ainsi que l'ensemble de son équipage lorsque leur sous-marin coule après son grenadage par des frégates britanniques HMS Bazely (en) et HMS Blackwood (en).